# Gerhard Pedersen
Gerhard Sigvald Pedersen (ur. 9 kwietnia 1912 w Esbjerg, zm. 4 czerwca 1987 w Örebro) – duński bokser, brązowy medalista letnich igrzysk olimpijskich  w Berlinie w kategorii półśredniej. W walce o 3. miejsce pokonał Rogera Tritza.